# 左亚军
左亚军，中国共产党上海市第十二次代表大会代表，上海仁会生物制药股份有限公司总经理。

## 生平
1994年1月，正在华东理工大学就读的左亚军加入中国共产党。她在2004年至2016年期間主要參與糖尿病藥物谊生泰（贝那鲁肽注射液）的研發。2021年7月，获评「上海市优秀共产党员」。1996年入職上海華誼集團。1999年，上海華誼集團成立上海华谊生物技术有限公司，后更名为仁会生物，左亚军轉移至該公司任職。